# Guerra dos Trinta Anos
Guerra dos Trinta Anos (1618-1648) é a denominação genérica de uma série de guerras que diversas nações europeias travaram entre si a partir de 1618, especialmente na Alemanha, por motivos variados: rivalidades religiosas, dinásticas, territoriais e comerciais. Foi um dos maiores e mais destrutivos conflitos da história, deixando um saldo de mais de oito milhões de mortos, sendo a maioria da Europa Central.
As rivalidades entre católicos e protestantes e assuntos constitucionais germânicos foram gradualmente transformados numa luta europeia. Apesar de os conflitos religiosos serem a causa direta da guerra, ela envolveu um grande esforço político do Império Sueco e da França para procurar diminuir a força da dinastia dos Habsburgos, que governavam a Monarquia de Habsburgo (futuro Império Austríaco). As hostilidades causaram sérios problemas econômicos e demográficos na Europa Central e tiveram fim com a assinatura, em 1648, de alguns tratados (Münster e Osnabrück) que, em bloco, são chamados de Paz de Vestfália.
Os conflitos religiosos ocorridos na Alemanha e solucionados em 25 de setembro de 1555 com a assinatura da Paz de Augsburgo inauguraram um período no qual cada príncipe podia impor sua crença aos habitantes de seus domínios. O equilíbrio manteve-se enquanto os credos predominantes restringiam-se às religiões católica e luterana, mas o advento do calvinismo complicaria o cenário. Considerada uma força renovadora, a nova linha religiosa conquistou diversos soberanos. Os jesuítas e a Contrarreforma, por outro lado, contribuíram para que o catolicismo recuperasse forças. Assim nasceu o projeto expansionista dos Habsburgos, idealizado por Fernando, duque de Estíria, que fora educado pelos jesuítas. O perigo ameaçava tanto as potências protestantes no norte como a vizinha França.
À medida que o conflito se desenrolava, a luta estava sendo influenciada por muitos outros temas colaterais, tais como as rivalidades e ambições dos príncipes alemães e a teimosia de alguns dirigentes europeus, sobretudo dos franceses e suecos, em abater o poderio do católico Sacro Império Romano-Germânico, o instrumento político da família dos Habsburgos.
Esta conjuntura fora desencadeada na segunda metade do século XVI pelas fraquezas do Tratado de Augsburgo, um acordo concluído em 1555 entre o Sacro Império católico e os Estados luteranos.
As tensões religiosas agravaram-se na Alemanha no decurso do reinado do imperador Rodolfo II (1576-1612), período durante o qual foram destruídas muitas igrejas protestantes. As liberdades religiosas dos crentes protestantes foram limitadas, nomeadamente as relativas à liberdade de culto; os oficiais do governo lançaram as bases do Tratado de Augsburgo, que criou condições para o refortalecimento do poder católico.
Com a fundação da União Protestante em 1608, uma aliança defensiva protestante dos príncipes e das cidades alemãs, e a criação, no ano seguinte, da Liga Católica, uma organização semelhante mas dos católicos romanos, tornava-se inevitável o recurso à guerra para tentar resolver o conflito latente, o qual foi desencadeado pela secção da Boêmia da União Protestante.
No Reino da Boêmia (atual República Checa), teve início uma disputa pela sucessão do trono, que envolveu católicos e protestantes. Fernando II de Habsburgo, com a ajuda de tropas e recursos financeiros da Espanha, dos germânicos católicos e do papa, conseguiu derrotar os protestantes da Boêmia.
Os protestantes, que constituíam a maior parte da população, estavam indignados com a agressividade da hierarquia católica. Os protestantes exigiam de Fernando II, o rei da Boêmia e futuro imperador do Sacro Império Romano-Germânico, uma intercessão em seu favor. Todavia, as reivindicações foram totalmente ignoradas pelo rei, pois este era um fervoroso católico e um potencial herdeiro do poder imperial dos Habsburgos. Fernando II estabeleceu o catolicismo como único credo permitido na Boêmia e na Morávia. Os protestantes boêmios consideraram o ato de Fernando como uma violação da Carta de Majestade. Isso provocou nos boêmios o desejo de independência.
A 23 de maio de 1618, descontentes com os católicos que destruíram um de seus templos, os protestantes invadiram o palácio real em Praga e defenestraram dois dos seus ministros e um secretário, fato que ficou por isso conhecido como Defenestrações de Praga, tendo despoletado a sublevação protestante. Assim começava a guerra, que abrangeu as revoltas holandesas depois de 1621 e concentrou-se em um confronto franco-Habsburgo após 1635.

## Origens do conflito
A Paz de Augsburgo (1555), assinada por Carlos V, Sacro Imperador Romano, confirmou o resultado da Dieta de Speyer (1526), encerrando a guerra entre luteranos e católicos alemães e estabelecendo que:
- Os governantes dos 224 estados alemães poderiam escolher a religião (luteranismo ou catolicismo) de seus reinos. Os sujeitos tiveram que seguir essa decisão ou emigrar (o princípio de cuius regio, eius religio);
- Os principados episcopais e outros estados governados pelo clero católico foram excluídos e devem permanecer católicos. Ex-bispos príncipes que se converteram ao luteranismo foram obrigados a abandonar seus territórios (o princípio chamado reservatum ecclesiasticum);
- Os luteranos podiam manter o território que haviam tomado da Igreja Católica desde a Paz de Passau em 1552.

Embora a Paz de Augsburgo tenha criado um fim temporário às hostilidades, ela não resolveu o conflito religioso subjacente, que foi tornado ainda mais complexo pela propagação do calvinismo em toda a Alemanha nos anos seguintes. Isso acrescentou uma terceira grande fé à região, mas sua posição não foi reconhecida de forma alguma pelos termos de Augsburg, nos quais apenas o catolicismo e o luteranismo eram partes.
Os governantes das nações vizinhas ao Sacro Império Romano também contribuíram para a eclosão da Guerra dos Trinta Anos:
- A Espanha estava interessada nos estados alemães porque possuía os territórios da Holanda espanhola na parte ocidental do Império e os estados da Itália conectados por terra pela estrada espanhola. Os holandeses revoltaram-se contra o domínio espanhol durante a década de 1560, levando a uma prolongada guerra de independência que levou a uma trégua apenas em 1609;
- A França estava quase cercada pelos territórios controlados pelos dois estados Habsburgos - a Espanha e o Sacro Império Romano - e, sentindo-se ameaçada, estava ansiosa por exercer seu poder contra os estados alemães mais fracos. Essa preocupação dinástica ultrapassou as religiosas e levou à participação da França católica no lado protestante da guerra;
- A Suécia e a Dinamarca-Noruega estavam interessadas em ganhar o controle sobre os estados do norte da Alemanha que fazem fronteira com o Mar Báltico.

O Sacro Império Romano era uma coleção fragmentada de estados amplamente independentes (uma fragmentação que a Paz da Vestfália solidificaria). A posição do Sacro Imperador Romano era principalmente titular, mas os imperadores da Casa de Habsburgo também governavam diretamente uma grande parte do território imperial (terras do arquiduque da Áustria e do Reino da Boêmia), bem como partes do Reino da Hungria. O domínio austríaco era, portanto, uma grande potência européia, governando mais de oito milhões de súditos.

, por Ticiano. O retrato é uma homenagem a Carlos V, Sacro Imperador Romano, após sua vitória na Batalha de Mühlberg, em abril de 1547,contra os exércitos protestantes.

Outro ramo da Casa de Habsburgo governou a Espanha e seu império, que incluiu a Holanda espanhola, o sul da Itália, as Filipinas e a maioria das Américas. Além das terras dos Habsburgos, o Sacro Império Romano continha várias potências regionais, como o Ducado da Baviera, o Eleitorado da Saxônia, o Magrave de Brandemburgo, o Eleitorado do Palatinado e o Condado de Hesse. Um vasto número de ducados independentes menores, cidades livres, abadias, príncipes-bispados e senhorios mesquinhos (cuja autoridade às vezes se estendia a não mais que uma única vila) completavam o império. Além da Áustria e talvez da Baviera, nenhuma dessas entidades era capaz de fazer política em nível nacional; eram comuns alianças entre estados relacionados à família, devido em parte à prática frequente de herança partível, ou seja, dividindo a herança de um senhor entre seus vários filhos.
As tensões religiosas permaneceram fortes durante a segunda metade do século XVI. A Paz de Augsburgo começou a se desfazer: alguns bispos convertidos se recusaram a abandonar seus bispados, e alguns Habsburgos e outros governantes católicos do Sacro Império Romano e da Espanha tentaram restaurar o poder do catolicismo na região. Isso ficou evidente na Guerra de Colônia (1583-1588), um conflito iniciado quando o príncipe-arcebispo da cidade, Gebardo, Senescal de Waldburg, se converteu ao calvinismo. Como ele era um eleitor imperial, isso poderia ter produzido uma maioria protestante no Colégio que elegia o Sacro Imperador Romano, posição que sempre foi ocupada por um católico romano.
Na Guerra de Colônia, as tropas espanholas expulsaram o ex-príncipe-arcebispo e o substituíram por Ernesto da Baviera, um católico romano. Após esse sucesso, os católicos recuperaram a paz e o princípio de cuius regio, eius religio começou a ser exercido mais estritamente na Baviera, Würzburg e outros estados. Isso forçou os moradores luteranos a escolher entre conversão ou exílio. Os luteranos também testemunharam a deserção dos senhores do Palatinado (1560), Nassau (1578), Hesse-Kassel (1603) e Brandemburgo (1613) à nova fé calvinista. Assim, no início do século XVII, o Reno aterra e o sul do Danúbio eram em grande parte católicos, enquanto os luteranos predominavam no norte, e os calvinistas dominavam em outras áreas, como na região centro-oeste da Alemanha, na Suíça e na Holanda. Minorias de cada credo existiam quase em toda parte, no entanto. Em alguns senhorios e cidades, o número de calvinistas, católicos e luteranos era aproximadamente igual.
Para grande consternação de seus primos governantes espanhóis, os imperadores dos Habsburgo que seguiram Carlos V (especialmente Fernando I e Maximiliano II, mas também Rudolfo II e seu sucessor Matias) se contentaram em permitir que os príncipes do império escolhessem suas próprias políticas religiosas. Esses governantes evitaram guerras religiosas dentro do império, permitindo que as diferentes crenças cristãs se espalhassem sem coerção. Isso irritou aqueles que buscavam uniformidade religiosa. Enquanto isso, a Suécia e a Dinamarca-Noruega, ambos os reinos luteranos, procuravam ajudar a causa protestante no Império, e também queriam ganhar influência política e econômica.

O Sacro Império Romano na véspera do início da guerra em 1618.

As tensões religiosas eclodiram em violência na cidade livre alemã de Donauwörth em 1606. Lá, a maioria luterana proibiu os residentes católicos da cidade da Suábia de realizar uma procissão anual de Markus, o que provocou uma revolta chamada "batalha das bandeiras". Isso levou à intervenção estrangeira do duque Maximiliano da Baviera em nome dos católicos. Depois que a violência cessou, os calvinistas na Alemanha (que continuavam sendo minoria) se sentiram os mais ameaçados. Eles se uniram e formaram a União Protestante em 1608, sob a liderança do Eleitor Palatino Frederico IV, cujo filho, Frederico V, casou -se com Isabel Stuart, filha do rei Jaime VI da Escócia e I da Inglaterra e Irlanda. O estabelecimento da liga levou os católicos a se unirem para formar a Liga Católica em 1609, sob a liderança do duque Maximiliano.
As tensões aumentaram ainda mais em 1609, com a Guerra da Sucessão de Jülich, que começou quando João Guilherme, duque de Jülich-Cleves-Berg, o governante dos estrategicamente importantes Ducados Unidos de Jülich-Cleves-Berg, morreu sem filhos. Dois pretendentes rivais disputaram o ducado. A primeira foi a duquesa Ana da Prússia, filha da irmã mais velha do duque João Guilherme, Maria Leonor de Cleves. Anna foi casada com João Segismundo, Eleitor de Brandemburgo. O segundo foi Wolfgang Guilherme do Palatinado-Neuburgo, que era filho da segunda irmã mais velha do duque João, Ana de Cleves. A duquesa Ana da Prússia reivindicou Jülich-Cleves-Berg como herdeira da linhagem sênior, enquanto Wolfgang Guilherme, conde Palatino de Neuburg, reivindicou Jülich-Cleves-Berg como o herdeiro masculino mais velho do duque John William. Ambos os requerentes eram protestantes. Em 1610, para impedir a guerra entre os reclamantes rivais, as forças de Rudolfo II, Sacro Imperador Romano, ocuparam Jülich-Cleves-Berg até o Conselho de Aulic resolver a disputa. No entanto, vários príncipes protestantes temiam que o imperador Rudolfo II, um católico, pretendesse manter Jülich-Cleves-Berg para evitar que os ducados unidos caíssem em mãos protestantes. Representantes de Henrique IV da França e da República Holandesa reuniram forças para invadir Jülich-Cleves-Berg, mas esses planos foram interrompidos pelo assassinato de Henrique IV pelo fanático católico François Ravaillac. Na esperança de obter uma vantagem na disputa, Wolfgang Guilherme se converteu ao catolicismo; João Sigismundo, no entanto, se converteu ao calvinismo (embora Ana da Prússia permanecesse luterana). Esperando obter uma vantagem na disputa, Wolfgang William converteu-se ao catolicismo; João Sigismundo, porém, se converteu ao calvinismo (embora Ana da Prússia tenha permanecido luterana). A disputa foi resolvida em 1614 com o Tratado de Xanten, pelo qual os Ducados Unidos foram desmantelados: Jülich e Berg foram premiados com Wolfgang, enquanto João Sigsmundo ganhou Cleves, Mark e Ravensberg.
Os antecedentes da revolta holandesa também têm relações estreitas com os eventos que levaram à Guerra dos Trinta Anos. Era sabido que a Trégua dos Doze Anos expiraria em 1621, e em toda a Europa se reconheceu que, na época, a Espanha tentava reconquistar a República Holandesa.
As forças de Ambrogio Spinola, comandante genovês do exército espanhol, seriam capazes de passar por territórios amigos para chegar à República Holandesa. O único estado hostil que ficou no seu caminho foi o eleitorado do Palatinado. Dessa forma, o Palatinado assumiu assim uma importância estratégica nos assuntos europeus, desproporcionalmente ao seu tamanho. Isso explica por que o protestante Jaime VI arranjasse o casamento de sua filha Isabel Stuart com Frederico V, eleitor Palatino em 1612, apesar da convenção social de que uma princesa só se casaria com outra pessoa de mesmo nível hierárquico.
Em 1617, era evidente que Matias, Sacro Imperador Romano e Rei da Boêmia, morreria sem herdeiro, com suas terras indo para o parente mais próximo, seu primo arquiduque Fernando II da Áustria, herdeiro aparente e príncipe herdeiro da Boêmia. Com o tratado Oñate, Filipe III da Espanha concordou com esta sucessão.
Fernando, educado pelos jesuítas, era um católico firme que queria impor uniformidade religiosa em suas terras. Isso o tornou altamente impopular na Boêmia protestante. A nobreza boêmia rejeitou Fernando, que foi eleito príncipe herdeiro da Boêmia em 1617. Os representantes de Fernando foram jogados de uma janela em Praga e gravemente feridos, desencadeando a Guerra dos Trinta Anos em 1618. As Defenestrações de Praga provocaram revolta aberta na Boêmia, que tinha poderosos aliados estrangeiros. Fernando ficou chateado com o insulto calculado, mas suas políticas intolerantes em suas próprias terras o deixaram em uma posição fraca. A causa dos Habsburgos nos próximos anos parece sofrer reveses irrecuperáveis. A causa protestante pareceu aumentar para uma rápida vitória geral.
A guerra pode ser dividida em quatro fases principais: a revolta boêmia, a intervenção dinamarquesa, a intervenção sueca e a intervenção francesa.

## Desenrolar da guerra
O conflito se concentrou principalmente entre o Sacro Império Romano-Germânico, católico e dominado pela casa de Habsburgo, e um vasto conjunto de cidades e principados alemães protestantes, apoiados primeiro pelas principais potências anticatólicas, o Império Sueco e os Países Baixos, e depois também pela França católica, em mais um capítulo das antigas rivalidades entre os franceses e os Habsburgos.
Esta guerra devastadora, talvez uma das mais ferozes na História da Europa, pode dividir-se em quatro períodos distintos, caracterizados pelos soberanos que, sucessivamente, lutaram contra o imperador, sustentáculo dos católicos.

### Período Palatino-Boêmio (1618-1624)
De início, as tropas protestantes, comandadas pelo conde Henrique Matias von Thurn, tiveram algum sucesso; assim, a rebelião alastrou-se a outras partes dos domínios do império. Durante algum tempo, a cidade católica de Viena, a capital dos Habsburgos, foi ameaçada (1619) pelas tropas da União Evangélica.

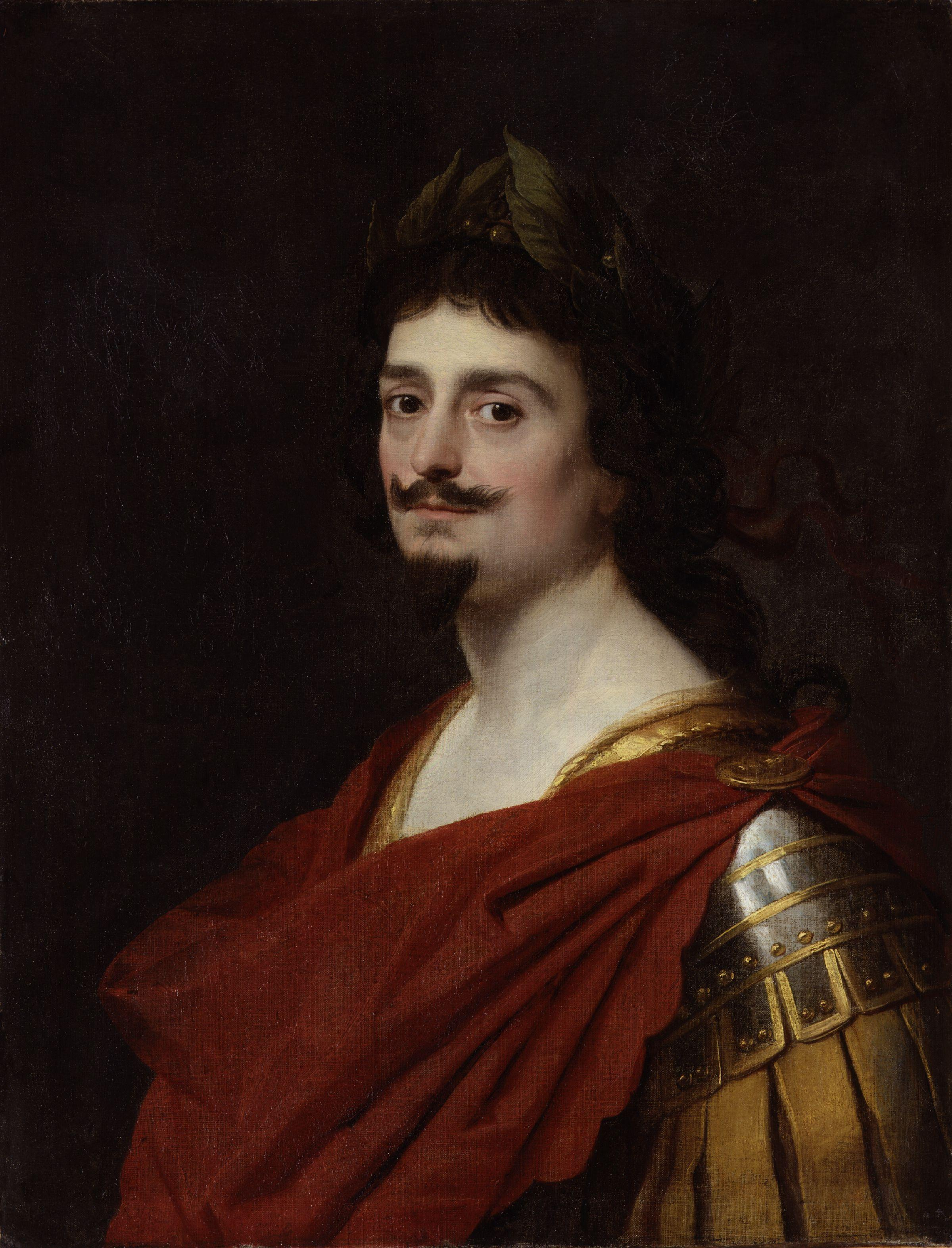
Frederico V do Palatinado, por Gerrit van Honthorst.

Nesse ano, a coroa de Fernando foi entregue pelos boêmios a Frederico V, chefe da União Evangélica e eleitor (um dos governadores que elegiam o imperador germânico) do Palatinado (ou Pfalz, região histórica da Alemanha, no vale do Reno). Algumas secções regionais desta União retiraram-se do conflito, pois Frederico era um calvinista, grupo com quem mantinham fortes divergências.
A facção católica tirou partido das discordâncias no seio da União Evangélica e Fernando, entretanto tornado imperador em 28 de agosto de 1619, assumiu o controle da ofensiva católica.
Em 8 de novembro de 1620, um exército da Liga Católica, liderado pelo germânico João T'Serklaes von Tilly rumou a Weißenberg, próximo de Praga, onde venceu os protestantes na Batalha da Montanha Branca. Após esta vitória, muitos rebeldes foram condenados a morte e todos perderam seus bens. A coroa da Boêmia, até então eletiva, tornou-se hereditária dos Habsburgos. O protestantismo foi proibido nos domínios imperiais e a língua checa substituída pela alemã.
A União Evangélica foi então desmobilizada, mas Frederico e alguns dos seus aliados continuaram a lutar no Palatinado. Derrotaram mesmo o exército de Tilly em Wiesloch, em 22 de abril de 1622. Mas sem grandes consequências, porém, pois a partir de então somaram grandes derrotas. Em 1623, Fernando, com a ajuda da Espanha e da Baviera, conquista o Palatinado de Frederico V. No final de 1624, o Palatinado, entregue a Maximiliano I, duque da Baviera, era novamente um bastião católico. No entanto, as ambições germânicas de Fernando e sua aliança com a Espanha, fizeram com que se manifestasse a apreensão das nações protestantes da Europa e também da França.

### Período dinamarquês (1624-1629)
Na segunda fase da guerra, o conflito assumiu um carácter internacional numa altura em que os Estados germânicos protestantes buscavam ajuda no exterior contra os católicos. Países como a Inglaterra (anglicana) e a França (católica) estavam receosos do poder dos Habsburgos, mas estas duas nações, na altura aliadas contra a Espanha, não intervieram de imediato porque se debatiam com problemas internos. O único apoio surgiu do Norte, majoritariamente luterano.

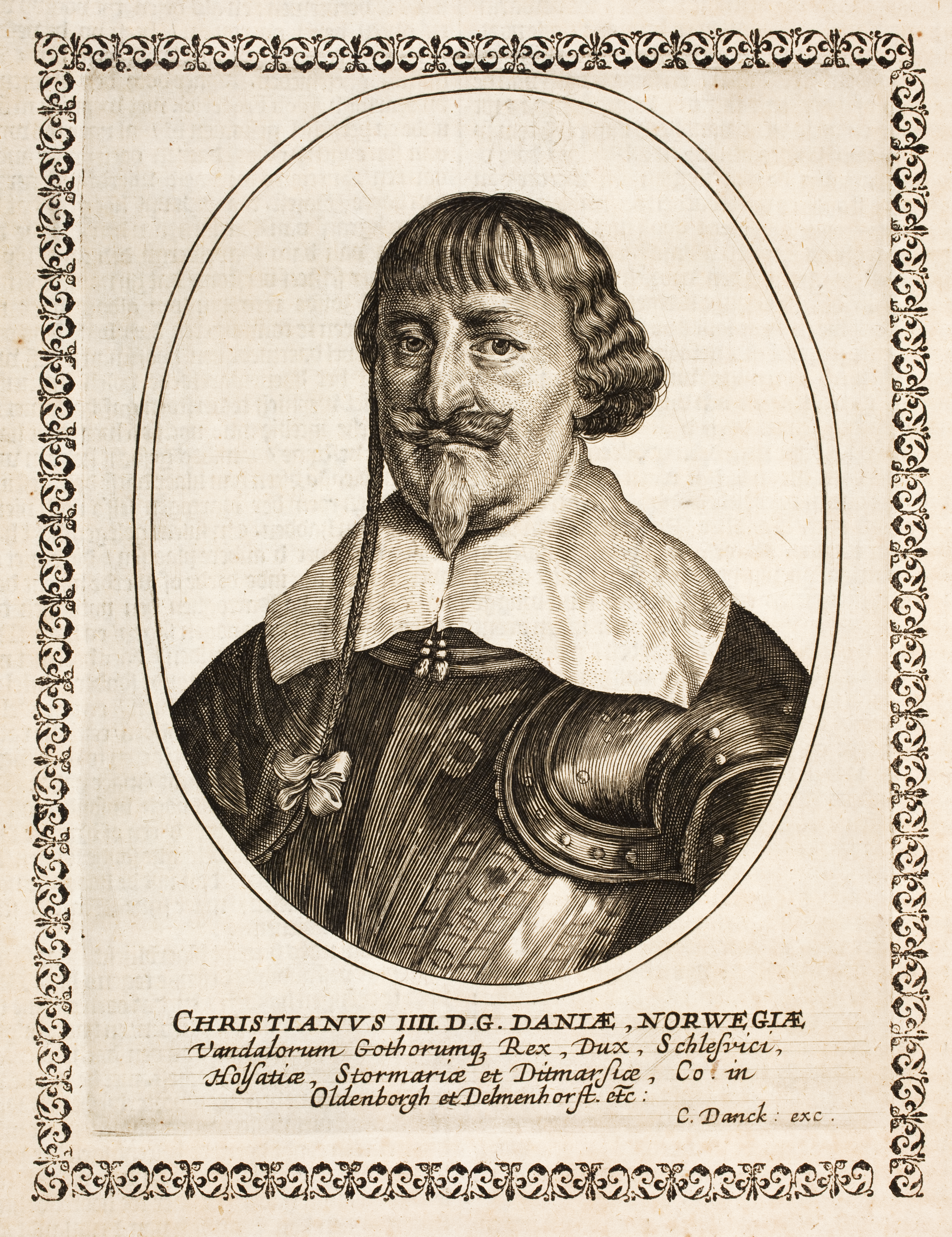
Gravura de Cristiano IV da Dinamarca.

O imperador, orgulhoso do seu triunfo, pretendia obrigar os protestantes a devolver os bens eclesiásticos, que haviam sido secularizados. Os rebeldes pediram ajuda ao rei da Dinamarca e Noruega, Cristiano IV, protestante e príncipe do Império, pois possuía o ducado de Holstein (na atual Alemanha). Em 1625, Cristiano IV renovou a guerra contra os imperialistas católicos como líder de uma coligação contra os Habsburgos organizada pelos neerlandeses. Esta intervenção, porém, não assentava em motivações desinteressadas; os seus objetivos radicavam mais em ambições territoriais (para compensar a perda das províncias bálticas para a Suécia) e na vontade de acabar com o domínio dos Habsburgos no ducado dinamarquês de Holstein (fronteira norte da Alemanha).
Esse rei, apoiado por príncipes germânicos luteranos e calvinistas, mobilizou um grande exército em 1625 e invadiu a Saxônia (norte da Alemanha), onde não encontrou uma resistência muito forte. Entretanto, Albrecht von Wallenstein, duque de Friedland, nobre checo riquíssimo e ambicioso, tinha formado um feroz exército repleto de mercenários, oferecendo-se a Fernando II, que apenas dispunha do exército de Tilly. O exército dos mercenários teve a sua primeira vitória em Dessau, na Alemanha, em abril de 1626. Em Agosto desse mesmo ano, Tilly derrotou o exército dos protestantes em Lutter am Barenberg, na Alemanha, obrigando as forças do protestantismo a abandonarem seus aliados e retirarem-se, em 1627, para a península da Jutlândia (Dinamarca).
Depois, a 6 de março de 1629, as forças imperiais somavam uma estrondosa vitória, com o Édito da Restituição, documento este que anulava todos os direitos protestantes às propriedades católicas expropriadas a partir da Paz de Augsburgo. Em 22 de maio de 1629, o rei Cristiano aceitou o Tratado de Lübeck, que o privava de mais alguns territórios germânicos, significando o fim da Dinamarca como potência europeia. O imperador alcançou o auge de seu poder.

### Período sueco (1630-1635)
Na fase sueca, a seguinte, o cardeal e estadista francês, Richelieu, o implacável ministro de Luís XIII, pai de Luís XIV, estava preocupado com o sucesso dos Habsburgos. A França estava desorganizada internamente, sem condições para intervir diretamente na guerra. Assim, decidiu o cardeal aliciar para a tarefa o monarca sueco Gustavo II Adolfo, denominado "rei da neve", prometendo-lhe determinadas concessões e ajuda financeira.

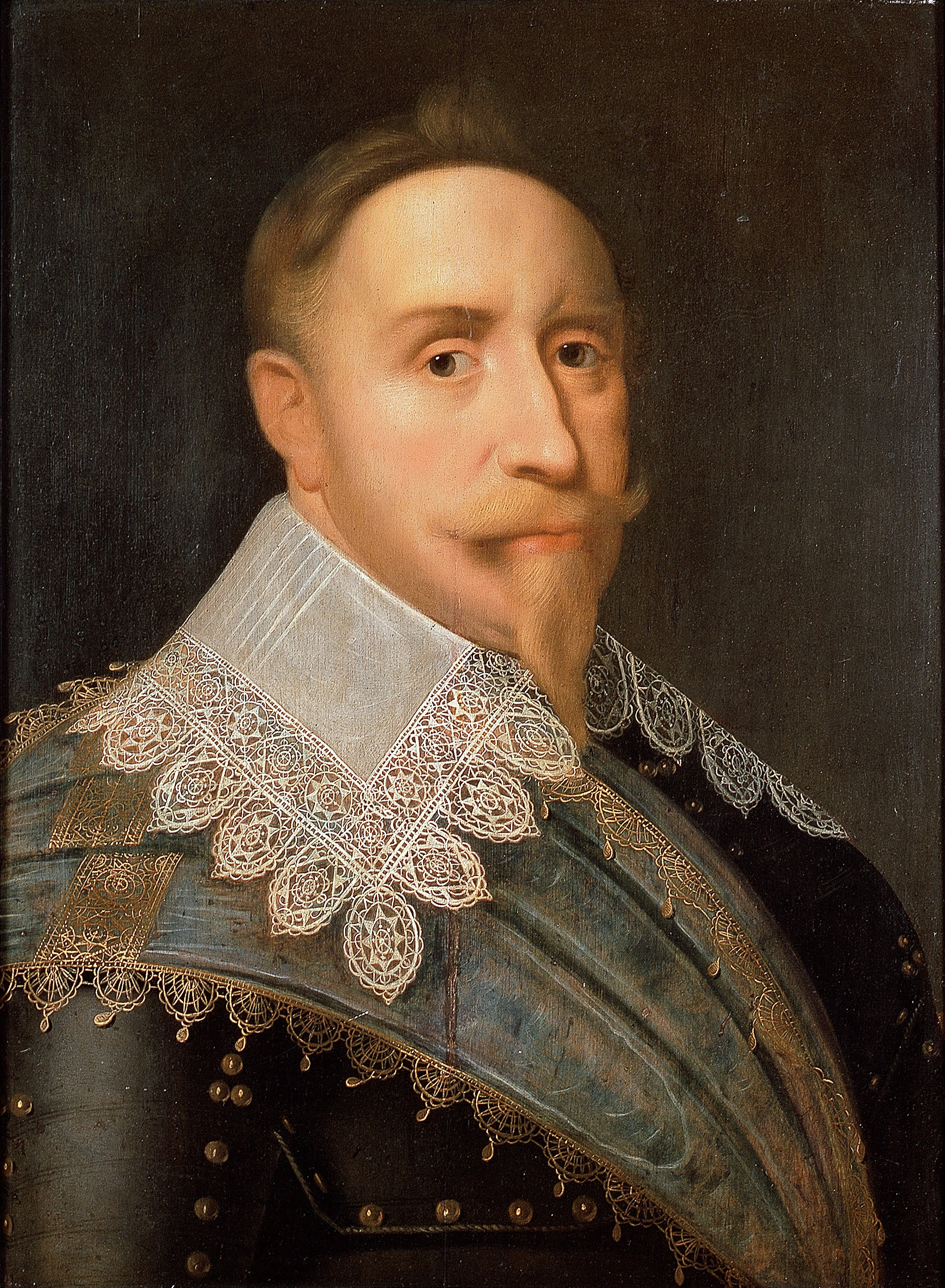
Gustavo Adolfo da Suécia.

Gustavo Adolfo, que encerrara uma guerra de quatro anos com a Polônia, era um luterano, que já tinha sido contactado pelos povos protestantes do norte. Nestas circunstâncias, concordou em entrar no conflito pois perspectivava concretizar as suas ambições hegemônicas no Báltico. Dotado de superiores qualidades militares, colocou-se a frente de um exército bem instruído na tática dos fogos, formado principalmente de camponeses suecos e pequeno número de mercenários. A disciplina era severa e a pilhagem, proibida.
Gustavo II Adolfo desembarcou no norte da Alemanha no dia 24 de junho de 1630 e obteve a adesão de muitos príncipes protestantes alemães. Apoiado pelo porto de Stralsund e capturando o porto de Stettin (na Pomerânia), ele passaria aqueles primeiros meses buscando construir uma base segura para as futuras operações. Enquanto isto, o exército Imperial e da Liga Católica, agora comandado por Tilly, cercava e saqueava Magdeburgo (maio de 1631), uma importante cidade protestante nas margens do rio Elba.
Passados alguns meses, o exército de Tilly sofreu três derrotas; na última destas batalhas, travada em Breitenfeld, perto da atual cidade de Leipzig, em 17 de setembro de 1631, Gustavo Adolfo teve a ajuda do exército saxão. Depois desta Batalha de Breitenfeld, o exército sueco encaminhou-se para o sul, bateu os imperiais na Batalha de Rain e ocupou brevemente a Baviera.
Fernando, confrontado com a derrota, chamou novamente Wallenstein para comandar as tropas imperiais. Este recrutou um novo exército de mercenários, e invadiu a Saxônia no outono de 1632.
O exército sueco foi então no seu encalço, e em 16 de novembro atacou os católicos em Lützen. Nesta batalha, travada também na Alemanha, Gustavo perdeu a vida, mas no seu final os seus inimigos, comandados por Wallenstein (que aceitara o comando das forças imperiais com a condição de ficar com poderes ilimitados), foram forçados a bater em retirada. Após a morte de Gustavo Adolfo, o chanceler sueco Oxenstierna financiou a Liga Heilbronn dos Protestantes Alemães (1633), que dissolveu-se após a derrota militar em Nördlingen, em 1634.

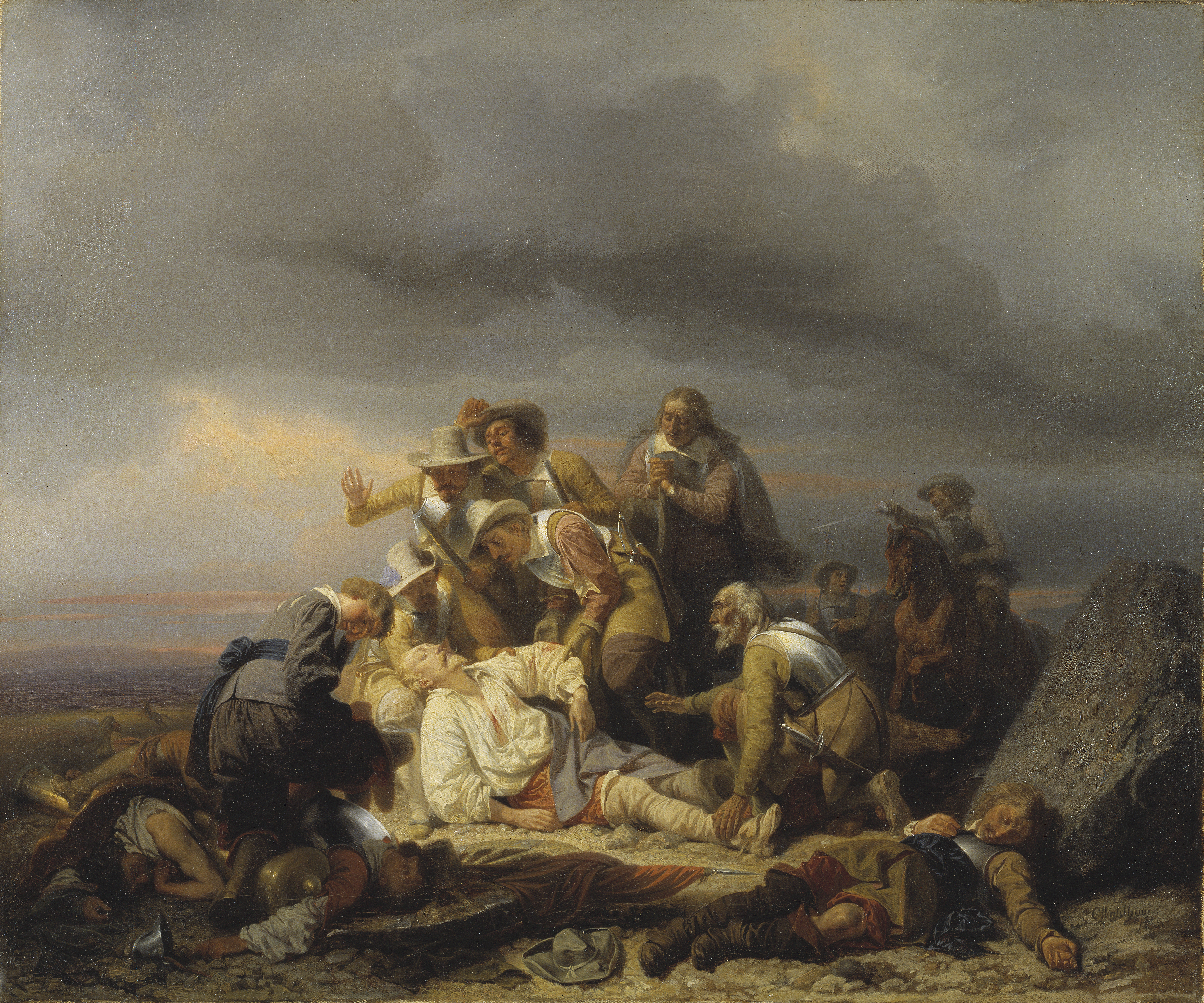
A morte de Gustavo Adolfo durante a Batalha de Lutzen.

Bernardo, duque de Saxe-Weimar, que veio substituir no comando Gustavo, em Lützen, ultrapassou a Baviera depois desta vitória. Todavia, durante o ano de 1633, Wallenstein, por seu turno, conseguiu importantes vitórias contra os interesses suecos na Silésia (Sul da Polônia).
O conflito se ampliou, alimentado pelas ambições políticas das diversas potências. A Polônia atacou o Império Russo e estabeleceu uma ditadura em Moscou. A paz russo-polonesa de 1634 pôs fim à ambição polonesa ao trono czarista mas deixou a Polônia livre para retomar as hostilidades contra seu principal inimigo no Báltico, a Suécia, então profundamente comprometida na Alemanha.
No final de 1633, Wallenstein deu início a um movimento de paz entre os círculos que lideravam as forças imperialistas. Todavia, foi retirado do seu posto de comando por Fernando, sob suspeita de cometer atos de traição, mas, mesmo assim, encetou conversações de paz com os líderes protestantes. As suas tentativas de pôr fim à guerra criaram-lhe inimigos entre os oficiais, que o terão assassinado em 25 de fevereiro de 1634. Em 6 de setembro desse ano, os exércitos imperiais impuseram uma devastadora derrota ao duque Bernardo em Nördlingen (Baviera), na Alemanha, que desmoralizou os protestantes e os levou a abandonar o conflito. A Paz de Praga, assinada em 30 de maio de 1635, que formalizou o fim da guerra civil dentro da Alemanha, trouxe algumas alterações favoráveis aos luteranos-saxões, nomeadamente mudanças elementares no Édito da Restituição. No mesmo ano, a França entrou em guerra com os Habsburgo, juntamente com a Suécia e as Províncias Unidas.

### Período francês (1635-1648)

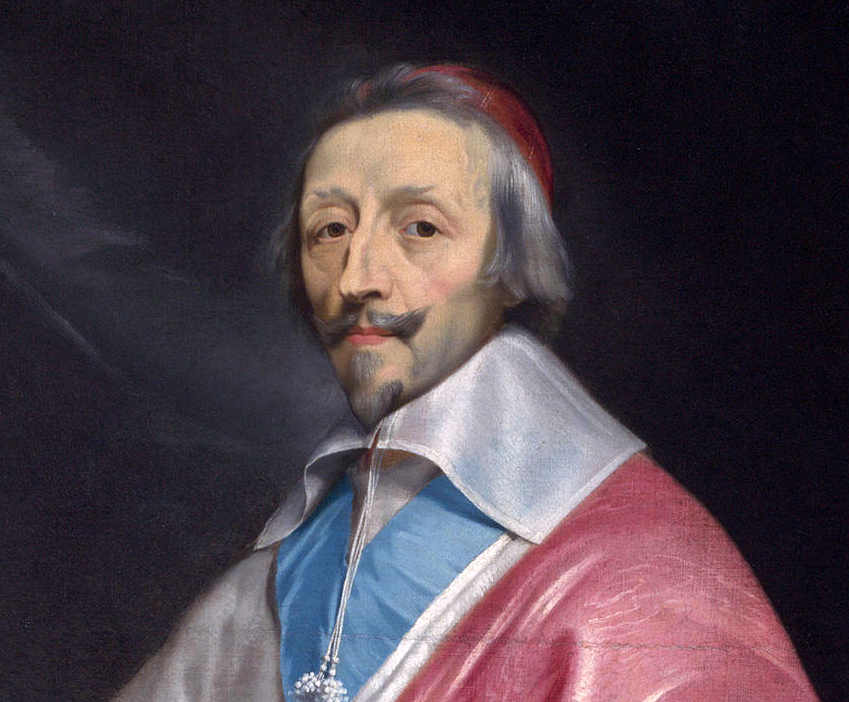
Cardeal de Richelieu, por Philippe de Champaigne.

Esse período foi assim chamado porque Richelieu, após ter apoiado secretamente os adversários da casa de Áustria (Habsburgos), interveio diretamente contra ela, combatendo também a Espanha (aliada da Áustria que apoiava de forma decisiva o imperador). O absoluto ministro de Luís XIII, embora interessado no aniquilamento da Casa da Áustria, não pretendia intervir diretamente no conflito por ser o imperador austríaco defensor do catolicismo, mas as vitórias imperiais e a possibilidade da consolidação do poder dos Habsburgos o levaram a lutar ao lado dos protestantes do Império Sueco, Países Baixos e principados alemães.
Os assuntos religiosos não eram então os mais importantes, neste novo período iniciado em 19 de maio de 1635, com a declaração de guerra da França à Espanha, o outro grande domínio Habsburgo na Europa, além da Áustria e regiões dependentes na Europa Central. A guerra converteu-se, portanto, num conflito pela hegemonia entre os Habsburgo e a França. Desse jeito, o conflito foi ampliado para quase todo o continente.
A França, aliada do Império Sueco e de outros territórios e líderes protestantes, pôde ultrapassar algumas dificuldades iniciais. O general sueco Johan Banér, derrotou as forças conjuntas dos saxões e dos austríacos na Batalha de Wittstock, em 4 de outubro de 1636, desferindo um duro golpe na posição dos Habsburgos na Alemanha.
Em 1636, as invasões espanholas em território francês foram repelidas e a posição dos Habsburgos na Alemanha ficou ainda mais comprometida pela derrota infligida pelo duque Bernhard em Rheinfelden, em 2 de março de 1638. Depois destes reveses, os exércitos imperiais viram-se forçados a baixar as armas. Entre 1642 e 1645, o general sueco Lennart Torstensson obteve diversos triunfos: bateu a Dinamarca, que se unira às forças imperiais, e tomou largas porções territoriais da Alemanha e da Áustria.
No ocidente, a França, sob o comando do general Henri de La Tour d'Auvergne, visconde de Turenne (1611-1675), e Luís II, príncipe de Condé, também foi bem sucedida. Condé, por exemplo, derrotou um exército espanhol em Rocroi, na França, em 18 de maio de 1643. Em novembro seguinte, os franceses sofreram algumas derrotas em Tuttlingen, na Alemanha, mas a partir daí os Habsburgos só conseguiram ganhar algumas pequenas batalhas.
Os exércitos aliados de Condé e de Turenne bateriam um exército bávaro em Friburgo em Brisgóvia, em junho de 1644. Em 3 de agosto do ano seguinte, os comandantes franceses voltaram a ser superiores a um outro exército austro-bávaro perto de Nördlingen. Por outro lado, o exército sueco, a partir de 1642, esteve sob o comando de Lennart Torstensson, que viria a derrotar os imperiais na batalha de Jankau (1645).
Representantes do Império e da coligação contrária deram início às negociações de paz em Münster e Osnabrück, na Alemanha, em 1645, que se revelaram infrutíferas. Contudo, depois da Baviera central ser invadida, Maximiliano I concluiu, em 14 de março de 1647, as tréguas de Ulm com a Suécia e a Espanha. Apesar destes desastres, o imperador Fernando III recusou-se a capitular. Os confrontos prosseguiam na Alemanha, no Luxemburgo, nos Países Baixos, na Itália e na Espanha, ainda em 1647.
No outono desse ano, Maximiliano I reentrou na guerra do lado do Império, e mais uma vez o exército bávaro-austríaco foi derrotado em 17 de maio de 1648 (Zusmarshausen). Esta derrota, bem como os cercos sueco de Praga e franco-sueco de Munique, aliados à importante vitória francesa de 20 de agosto em Lens, na França, obrigou Fernando III, também confrontado com a ameaça de assalto a Viena, a concordar com os termos de paz impostos pelos vencedores desta Guerra dos Trinta Anos, consagrados no Tratado de Vestfália. A guerra franco-espanhola, no entanto, prosseguiu até o Tratado dos Pirenéus, em 1659.

### O papel da França
O papel da protagonista principal durante a Guerra dos Trinta Anos coube à França. No apogeu do conflito, o país chegou a contar com um exército de 100 mil homens e a firmar aliança com as Províncias Unidas, a Suécia, os príncipes alemães contrários à paz, a Confederação Helvética e alguns Estados italianos. Na organização estratégica de todos esses movimentos estava Armand Jean du Plessis, o cardeal de Richelieu (1585-1642), descrito por seus contemporâneos como uma figura mais próxima à Coroa do que do papa.

## O fim do conflito

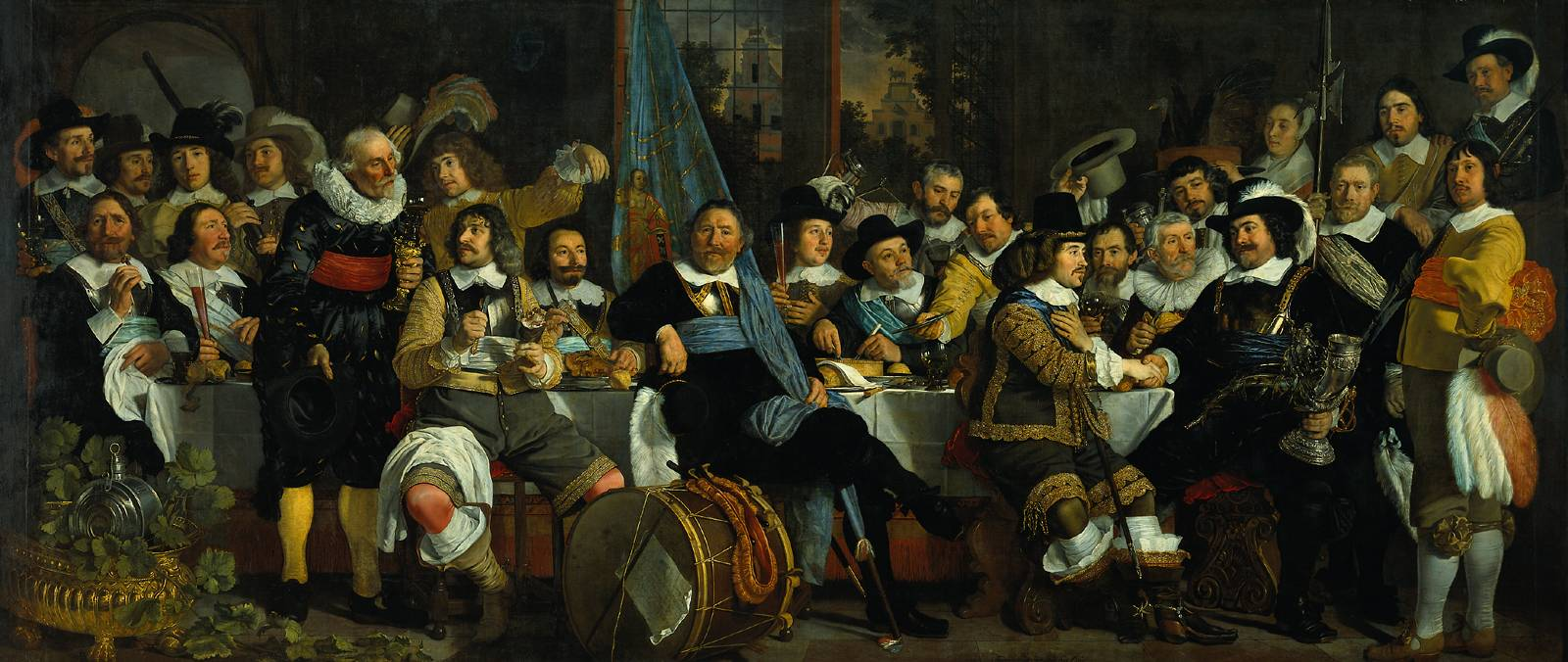
Celebração da Paz de Münster.

A Paz de Vestfália foi negociada durante três anos pelos representantes dos católicos e protestantes, reunidos em Münster (onde tinha precedência a França católica) e em Osnabrück (onde tinha precedência a Suécia protestante). As conversações de paz, iniciadas em 1644 em Münster e Osnabrück, envolviam o fim da Guerra dos Oitenta Anos entre Espanha e Países Baixos e da guerra dos trinta anos na Alemanha. O tratado de paz entre Espanha e Países Baixos foi assinado em 30 de janeiro de 1648; em 24 de outubro do mesmo ano foi assinado o tratado de paz entre o Sacro Império Romano-Germânico, os outros príncipes alemães, a França e o Império Sueco. Os tratados concluídos nessas duas cidades da Vestfália foram depois reunidos no Ato Geral de Vestfália em Münster em 24 de outubro de 1648.
A assinatura da paz ratificou as cláusulas do Tratado de Augsburgo de 25 de setembro de 1555, incluindo o calvinismo, garantindo a protestantes e católicos a liberdade de culto. Assim, o mapa religioso da Europa ficaria imóvel, uma vez que a eventual conversão dos soberanos não acarretaria mudanças religiosas nos respectivos domínios. Ao mesmo tempo, não só o equilíbrio de poderes no continente europeu se viu alterado - com a Espanha a ceder a posição dominante à França - como também certas fronteiras foram redefinidas.
A diplomacia e os exércitos franceses obrigaram os Habsburgos a se concentrar nos territórios austríacos e a se expandir em direção ao Império Turco, no Oriente. Na qualidade de árbitro do equilíbrio internacional, a França conseguiu alguns ganhos territoriais: tomou o Rossilhão à Espanha, tomou posse de toda a Lorena e de quase toda Alsácia e obteve o reconhecimento dos "Três Bispados" (Metz, Toul e Verdun).

O Sacro Império Romano-Germânico após a Paz de Vestfália.

O Império Sueco ampliou seu controle sobre o Báltico e recebeu a Pomerânia ocidental alemã, além de importantes portos situados em rios alemães, dilatando assim seus domínios para fora da Escandinávia. O poder sueco seria recompensado com concessões feitas ao eleitor príncipe-eleitor que participava da eleição do imperador de Brandemburgo, dono das vias de acesso entre a Prússia e o Reno.
A Espanha perdeu não só os Países Baixos mas sua posição de domínio no oeste da Europa e o controle dos mares nas colônias americanas.
Várias nações, entre as quais os Países Baixos e a Suíça, viram reconhecida a sua independência.
A Paz de Vestfália, que significou a dissolução da antiga ordem imperial, permitiu o crescimento de novas potências em suas partes componentes. Reconhecido como fundamento da constituição alemã, o tratado formou a base de todos os acordos seguintes até o desaparecimento definitivo do império em 1806.

## Consequências
Com o fim definitivo do poder do Sacro Império Romano-Germânico, as pequenas nações germânicas estavam arrasadas economicamente. A guerra havia sido cruel em demasia com seus participantes em especial a região alemã que havia sido o principal campo de batalha; a civilização europeia havia chegado a um dos seus níveis mais baixos na questão cívica e humana. Era o início da hegemonia francesa na Europa e do declínio do poder dos Habsburgos. Os Estados onde hoje se encontra a Alemanha foram os que arcaram com o ônus da guerra, saíram derrotados, arruinados e devastados dos trinta anos de guerra. Os principais campos de batalhas dos intermitentes conflitos foram as cidades e principados que hoje formam a Alemanha, estes sofreram danos graves em suas cidades e campos. Muitos dos combatentes eram mercenários que tinham na pilhagem sua principal forma de pagamento. Assim, tomavam à força, onde paravam ou por onde passavam, os suprimentos necessários a sua manutenção e lucro, numa estratégia predatória que levou à destruição completa de inúmeras comunidades; depois da guerra, esses mercenários se tornaram ladrões e continuavam a assaltar as pessoas e roubar o que havia restado da guerra. Hoje estima-se que a população das cidades e principados da região alemã caiu pela metade depois da guerra; A destruição tomou tamanha proporção que vilas e cidades pequenas simplesmente deixaram de existir. Os Estados e Principados alemães levariam em torno de duzentos anos para se recuperarem da Guerra dos Trinta Anos.
Entre as consequências de longo prazo da guerra estão, além da emergência da França como o poder terrestre dominante na Europa, a formação das repúblicas da Holanda e Suíça e a contínua fragmentação da Alemanha. Estima-se que em torno de 350 Estados alemães tornaram-se independentes do imperador, culminando, assim, no retardamento do processo de unificação dos Estados na atual Alemanha.

## Cronologia dos principais eventos
- 1618 a 1620: Foi derrotada uma revolta na Boêmia contra a regência da Monarquia de Habsburgo. Ainda assim, alguns príncipes protestantes continuaram a sua luta contra a Áustria;
- 1625 a 1627: A Dinamarca entra na guerra ao lado dos protestantes;
- 1630: O rei Gustavo Adolfo do Império Sueco intervém ao lado dos protestantes, invadindo o norte da Alemanha;
- 1631: O comandante das forças católicas, Tilly, ataca Magdeburgo;
- 1632: Tilly foi derrotado em Breitenfeld e no rio Lech, tendo sido morto. O general alemão Wallenstein foi derrotado na Batalha de Lützen, onde Gustavo Adolfo morreu;
- 1634: Quando os suecos foram derrotados em Nördlingen, Richelieu fez com que a França entrasse na guerra com o objetivo de infligir várias derrotas à Espanha, aliada da Áustria. Wallenstein é assassinado.
- 1648: A Paz de Vestfália deu a Alsácia-Lorena à França e algumas províncias bálticas à Suécia, tendo a autoridade imperial na Alemanha ficado a ser apenas nominal. Os exércitos mercenários de Wallenstein, Tilly e Mansfeld devastaram a Alemanha.

## Principais batalhas
- Batalha de Pilsen (1618)
- Batalha de Záblatí (1619)
- Batalha de Vestonice (1619)
- Batalha da Montanha Branca (1620)
- Batalha de Wiesloch (1622)
- Batalha de Wimpfen (1622)
- Batalha de Höchst (1622)
- Batalha de Fleurus (1622)
- Batalha de Stadtlohn (1623)
- Batalha da Ponte Dessau (1626)
- Batalha de Lutter am Barenberge (1626)
- Batalha de Stralsund (1628)
- Batalha de Wolgast (1628)
- Batalha de Frankfurt on the Oder (1631)
- Batalha de Magdeburgo (1631)
- Batalha de Werben (1631)
- Batalha de Breitenfeld (1631)
- Batalha de Rain (1632)
- Batalha de Fürth (1632)
- Batalha de Lützen (1632)
- Batalha de Oldendorf (1633)
- Batalha de Nördlingen (1634)
- Batalha de Wittstock (1636)
- Batalha de Rheinfelden (1638)
- Batalha de Breisach (1638)
- Batalha de Chemnitz (1639)
- Segunda Batalha de Breitenfeld (1642)
- Batalha de Rocroi (1643)
- Batalha de Tuttlingen (1643)
- Batalha de Friburgo (1644)
- Batalha de Jüterbog (1644)
- Batalha de Jankau (1645)
- Batalha de Mergentheim (1645)
- Segunda Batalha de Nördlingen (1645)
- Batalha de Zusmarshausen (1648)
- Batalha de Lens (1648)
- Batalha de Arras (1654)
- Batalha de Valenciennes (1656)
- Batalha das Dunas (1639)